# Catunaregam obovata
Catunaregam obovata là một loài thực vật có hoa trong họ Thiến thảo. Loài này được (Hochst.) A.E.Gonç. mô tả khoa học đầu tiên năm 1982.